# 魯布良卡
49°51′29″N 26°49′37″E / 49.85806°N 26.82694°E
魯布良卡（烏克蘭語：Рублянка）是位於烏克蘭西部的村莊，由赫梅利尼茨基州裡赫梅利尼茨基區的安東尼尼市鎮負責管轄。該村面積1.21平方公里，海拔高度304米，2001年人口280，人口密度每平方公里231人。